# Mrowla
Mrowla is een plaats in het Poolse district  Rzeszowski, woiwodschap Subkarpaten. De plaats maakt deel uit van de gemeente Świlcza en telt 1300 inwoners.